# Hana Zarevúcká
Hana Zarevúcká (* 3. března 1961, Praha) je československá hráčka basketbalu. Je vysoká 176 cm. Je zařazena na čestné listině zasloužilých mistrů sportu.

## Sportovní kariéra
Patřila mezi opory basketbalového reprezentačního družstva Československa, za které v letech 1980 až 1989 hrála celkem 298 utkání a má významný podíl na dosažených sportovních výsledcích. Zúčastnila se třikrát kvalifikace na Olympijské hry 1980 (Varna, Bulharsko) – 8. místo, 1984 (Havana, Kuba) a 1988 (Kuala Lumpur, Malajsie) – 5. místo, Olympijských her 1988 (Soul, Jižní Korea) – 8. místo, Mistrovství světa 1986 Moskva – 4. místo, šesti Mistrovství Evropy 1980, 1981, 1983, 1985, 1987, 1989, na nichž získala stříbrnou medaili za druhé místo v roce 1989, bronzovou medaili za třetí místo 1981 a tři čtvrtá místa (1980, 1985, 1987). Na Mistrovství Evropy juniorek v roce 1979 (Messina, Itálie) s družstvem Československa získala třetí místo.
V československé basketbalové lize žen hrála celkem 12 sezón (1978-1990) za družstvo VŠ Praha, s nímž získala v ligové soutěži šest titulů mistra Československa (1981-1985, 1987-1989), čtyřikrát druhé místo (1981, 1985-1987, 1990) a dvakrát třetí místo (1978-1990). V letech 1985 až 1986 byla dvakrát vybrána jako basketbalistka roku a v letech 1980 až 1986 byla šestkrát vybrána do All-Stars – nejlepší pětice hráček československé ligy. Je na 8. místě v dlouhodobé tabulce střelkyň československé ligy žen za období 1963-1993 s počtem 4167 bodů.
S klubem VŠ Praha hrála 7 ročníků Poháru mistrů evropských zemí v basketbalu žen (PMEZ), v ročníku 1984 prohra v semifinále proti Levski Spartak Sofia (Bulharsko), 1989 a 1990 účast ve finálové skupině a čtyřikrát účast ve čtvrtfinálové skupině. V Poháru vítězů pohárů (Ronchetti Cup) družstvo hrálo 5 ročníků (1979-1988), bylo třikrát vyřazeno v semifinále 1981 (Spartak Moskva), 1987 (FD Miláno) a 1988 (Dinamo Kyjev) a dvakrát hrálo ve čtvrtfinále (1979, 1982).  

## Sportovní statistiky

### Kluby
- 1978-1990 VŠ Praha, celkem 12 sezón a 12 medailových umístění: 6x mistryně Československa (1981-1985, 1987-1989), 4x vicemistryně Československa (1981, 1985-1987, 1990), 2x 3. místo (1978-1980)
- 1984-1986: basketbalistka roku, 2x (1985, 1986) – vyhlásila Československá basketbalová federace
- 1980-1986: All Stars – nejlepší pětka hráček ligy – zařazena 6x: od 1980/81 do 1985/86

### Evropské poháry
(je uveden počet zápasů (vítězství – porážky) a celkový výsledek v soutěži)
- S klubem VŠ Praha
- Pohár mistrů evropských zemí v basketbalu žen (PMEZ) – celkem 7 ročníků poháru (1971-1990)
  - 1984 – v semifinále vyřazena od Levski Spartak Sofia (Bulharsko), 1989, 1990 – 2x ve finálové skupině
  - 1985 – ve čtvrtfinále vyřazena od Agon 08 Dusseldorf (NSR), 1971, 1974, 1983 účast ve čtvrtfinálové skupině,
- Pohár vítězů pohárů - Ronchetti Cup – celkem 5 ročníků (1978-1988)
  - 3x prohra v semifinále 1981 (Spartak Moskva), 1987 (Feminille Deborah Miláno Itálie), 1988 (Dinamo Kyjev)
  - 2x účast ve čtvrtfinále (1979, 1982)

### Československo
- Kvalifikace na Olympijské hry 1980 Varna, Bulharsko (94 bodů /10 zápasů) 8. místo, 1984 (92 /10) Havana, Kuba, 1988 (Kuala Lumpur, Malajzie (68 /11) 5. místo
- Olympijské hry 1988 Soul, Jižní Korea (4 zápasy) 8. místo
- Mistrovství světa: 1986 Moskva, Sovětský svaz (68 bodů /7 zápasů) 4. místo
- Mistrovství Evropy: 1980 Banja Luka. Jugoslávie (52 /6) 4. místo, 1981 Ancona, Itálie (43 /6) 3. místo, 1983 Budapešť, Maďarsko (15 /1) 6. místo, 1985 Treviso, Itálie (67 /5) 4. místo, 1987 Cadiz, Španělsko (29 /7) 4. místo, 1989 Varna, Bulharsko (0 /1) 2. místo, celkem na 6 ME 206 bodů a 28 zápasů
- 1980-1989 celkem 298 mezistátních zápasů, na OH, MS a ME celkem 528 bodů v 44 zápasech
- 1975 – Mistrovství Evropy juniorek Messina, Itálie (103 /7), 3. místo
- Titul zasloužilá mistryně sportu